# Symphonie no 1 de Bax
Pour les articles homonymes, voir Symphonie no 1.
La Symphonie no 1 en mi bémol est la première œuvre symphonique du compositeur britannique Arnold Bax, écrite en 1922.

## Contexte
Arnold Bax achève sa symphonie en mi bémol, qui n'était pas la première qu'il avait écrite, en 1921 sur une partition pour piano, et a terminé l'orchestration de l'œuvre l'année suivante en 1922. Elle est dédiée à John Ireland. Son premier et son dernier mouvement sont basés sur la Sonate pour piano en mi bémol majeur que le compositeur orchestrée, tandis que le mouvement central a été nouvellement composé pour la symphonie. Le mouvement lent qu'il a écrit pour ce qui devait être à l'origine sa troisième sonate pour piano a été remplacé par un mouvement orchestral qui reflète de manière plus adéquate les événements des dernières années. Près de quatre ans après avoir terminé Tintagel, la création de la première symphonie a été saluée par le titre du journal comme une « Merveilleuse nouvelle œuvre jouée au Queen's Hall » (« Wonderful New Work Performed at Queen's Hall »).

## Orchestration
La symphonie est écrite pour quatre flûtes, une flûte alto, un piccolo, deux hautbois, un cor anglais, un heckelphone ou hautbois basse, trois clarinettes dont une en mi , une clarinette basse, deux bassons, un sarrusophone ou contrebasson, quatre cors, trois trompettes, trois trombones, un tuba, percussions comprenant des timbales, une grosse caisse, une caisse ténor, une caisse claire, un tambourin, des cymbales, un gong, un triangle, des cloches, un xylophone, un glockenspiel, un célesta, deux harpes et les cordes.

## Structure
L'œuvre est en trois mouvements :
1. Allegro moderato e feroce – Moderato expressivo – Tempo I
2. Lento solenne
3. Allegro maestoso – Allegro vivace ma non troppo

## Analyse
D'après certains critiques l'œuvre serait en grande partie autobiographique, certains critiques musicaux ayant suggéré qu'ils pouvaient y trouver des références à la Grande Guerre. La symphonie peut être considérée comme une réaction non seulement à la tragédie de la guerre qui venait de s'achever, mais plus encore à la tragédie de l'Irlande, à l'idéalisme frustré et au sacrifice de l'insurrection de Pâques. L'utilisation d'instruments à vent plus graves donne une couleur plus sombre à une grande partie de l'écriture, avec une utilisation révélatrice de la percussion, le tambour latéral avec la caisse claire desserrée dans le mouvement lent, et l'indication des thèmes par l'utilisation subtile et très occasionnelle du célesta ou du xylophone.

### Premier mouvement
Le compositeur a qualifié la symphonie de mi bémol, sans préciser s'il s'agit d'une symphonie majeure ou mineure, et l'on retrouve des éléments de chacune de ces catégories dans le motif qui débute le premier mouvement, marqué allegro moderato e feroce. Cela donne le caractère sinistre et menaçant du premier sujet, modifié par un élément secondaire basé sur une figure de gamme descendante, qui va jusqu'à un point culminant dans lequel les deux éléments qui composent le sujet apparaissent dans un largamente grandiose. Un court passage en pont ouvre la voie à un second sujet digne d'Alexandre Glazounov par son caractère fortement lyrique. Les éléments des deux sujets se rejoignent dans une relative tranquillité pour s'acheminer vers un développement central qui comporte également une figure rythmique d'accompagnement répétée avec insistance, avec une maîtrise démontrable des forces orchestrales utilisées. La réexposition, dans un mouvement qui reprend largement la forme tripartite habituelle du premier mouvement symphonique, est relativement courte, avec le premier sujet largamente et le second, écrit maintenant pour flûte, accompagné de harpes et de cordes aiguës, amène un retour à une douce tranquillité. Le mouvement se termine par une coda qui donne au basson une place de choix, avant une conclusion en mi bémol mineur.

### Deuxième mouvement
Des brumes celtiques planent sur le deuxième mouvement, tandis que des fragments de mélodie inférieure émergent d'un accompagnement de harpes et de cordes trémolo inquiétantes. La musique progresse vers un point culminant dynamique, renforcé par les timbales, un relâchement de la tension avec un fragment de mélodie entendu à la flûte basse et au cor anglais, puis le son d'un chant médiéval des bassons et des trombones, repris par d'autres instruments à vent, au fur et à mesure de son développement. Une humeur tragique, qui renforce le premier matériau thématique, revient, suivie d'une version douce du chant, avant que le mouvement ne s'achève comme il avait commencé.

### Troisième mouvement
Le premier élément à apparaître dans le troisième mouvement, une réminiscence de ce qui s'est passé, est fortement énoncé par les cuivres, avant qu'un allegro vivace n'offre un traitement plus vif d'un dérivé du deuxième mouvement, avec des textures instrumentales et des motifs mélodiques qui pourraient brièvement suggérer le langage d'Igor Stravinsky. Vient ensuite une mélodie pour cor anglais, trompette et alto, marquée « grotesquement » (« grotesquely »), puis une danse sauvage dans ses souvenirs du premier sujet du premier mouvement. Avec un changement de tonalité, le heckelphone, le premier trombone et les altos rappellent ouvertement le premier thème, se fondant dans une atmosphère plus lyrique à mesure que la tranquillité est rétablie. La marche triomphale finale est basée sur le thème d'ouverture de la symphonie qui, malgré la tonalité plus claire de mi bémol majeur, ne perd jamais complètement sa force menaçante implicite.